# Natan Ramet
Natan ridder Ramet (Warschau, 5 juni 1925 - 4 april 2012) was een Belgisch krijgsgevangene en mensenrechtenactivist met Pools-Joodse roots. Hij was voorzitter van het Joods museum voor Deportatie en Verzet.

## Biografie
Ramet was een zoon van Judka Ramet en Sura Polakiewicz en woonde gedurende 5 jaar in Polen. In 1930 verhuisde het gezin naar Berchem, waar hij school liep in het atheneum. Het gezin wilde verhuizen naar Brussel in 1942.
Op 21 augustus 1942, tijdens de Tweede Wereldoorlog, werd hij samen met zijn vader opgepakt en op Transport VI van 29 augustus 1942 gezet. Vader en zoon moesten dwangarbeid verrichten in Kleinmangersdorf en later Babitz en Trzebinia. Begin 1943 werd Natan overgeplaatst naar het kamp van Szopienice en hetzelfde jaar in november nog naar Auschwitz, alwaar hij het registratienummer 160242 kreeg. Eind 1943 moest hij de resten van het getto in Warschau helpen opruimen. Na deze opdracht werd hij in augustus 1944 overgebracht naar Dachau. Het kamp werd in mei 1945 door de Amerikanen bevrijd en Ramet keerde terug naar België op 23 mei. 

### Na de oorlog
Ramet trouwde met Lili Steinfeld en samen kregen ze drie kinderen. Vanaf 1989 ging hij ook, zoals Regine Beer, getuigen van de gebeurtenissen gedurende de Tweede Wereldoorlog. In 1991 werd hij voorzitter van het inrichtend comité van een nog op te richten museum. Op 7 mei 1995  werd het Joods Museum van Deportatie en Verzet officieel geopend door koning Albert II. Ramet bleef voorzitter van het Joods museum voor Deportatie en Verzet in de voormalige Kazerne Dossin in Mechelen. Hij werd opgevolgd door Claude Marinower.
Daarnaast was hij ook verantwoordelijk voor het Belgische Paviljoen in Auschwitz (2006).

## Eerbetoon
- In 1998 kreeg hij de Mensch uitgereikt van het Centre Communautaire et Laïc Juif.[3]
- In 2005 werd hij in de adellijke stand verheven door koning Albert II.[4]
- In 2005 werd hem de titel doctor honoris causa van de VUB verleend.
- In 2015 verscheen het boek Natan Ramet, mens, kampnummer, getuige, auteur: Ronny Vandecandelaere, uitgegeven bij EPO. (ISBN 9789462670457)